# Przywilej budziński
Przywilej budziński – przywilej nadany polskiej szlachcie w Budzie przez Ludwika Węgierskiego w 1355 roku. 
Ludwik Węgierski nadał ten przywilej w zamian za obietnicę szlachty, że w przypadku, gdyby Kazimierz Wielki nie miał legalnego męskiego potomka, to szlachta wyrazi zgodę na to, że Ludwik Węgierski koronuje się na króla Polski.
W przywileju tym król zobowiązywał się do nienakładania nowych podatków i pokrywania strat, które szlachta ponosiła w wyprawach zagranicznych. Ponadto Ludwik Węgierski zobowiązał się, że w czasie podróży będzie utrzymywał się ze środków własnych.